# ولاية قرشهر
وِلَايَةُ قرشهر (بالتركية: Kırşehir ili) ولايات تركيا. عاصمتها مدينة قرشهر تبلغ مساحتها 6,434 كم2 ويبلغ عدد سكانها 253,239 نسمة كما يبلغ معدل الكثافة السكانية 39/كم2 تقع في وسط تركيا.